# Palazzo dell'Arte della Seta
Il palazzo dell'Arte della Seta è un edificio storico del centro di Firenze, situato in via di Capaccio 3, in angolo con vicolo della Seta, a Firenze. Sebbene all'esterno sia ben distingubile dagli edifici circostanti, all'interno è di fatto fuso al piano terra con l'ex-chiesa di Santa Maria Sopra Porta (ospitando la biblioteca di Palagio di Parte Guelfa) e ai piani superiori col palagio di Parte Guelfa, formando così un unico complesso che occupa tutto l'isolato fino a piazza di Parte Guelfa, il vicolo San Biagio e via delle Terme. 
Si tratta di una delle poche sedi delle corporazioni artigiane medievali fiorentine giunte fino a noi.

## Storia
In questa strada si trovava il caput aquae, volgarizzato in "capaccio", cioè il serbatoio terminale, a cui attingevano anche le vicine terme, che raccoglieva le acque della Marina trasportate fin qui dal Monte Morello, grazie all'acquedotto romano.

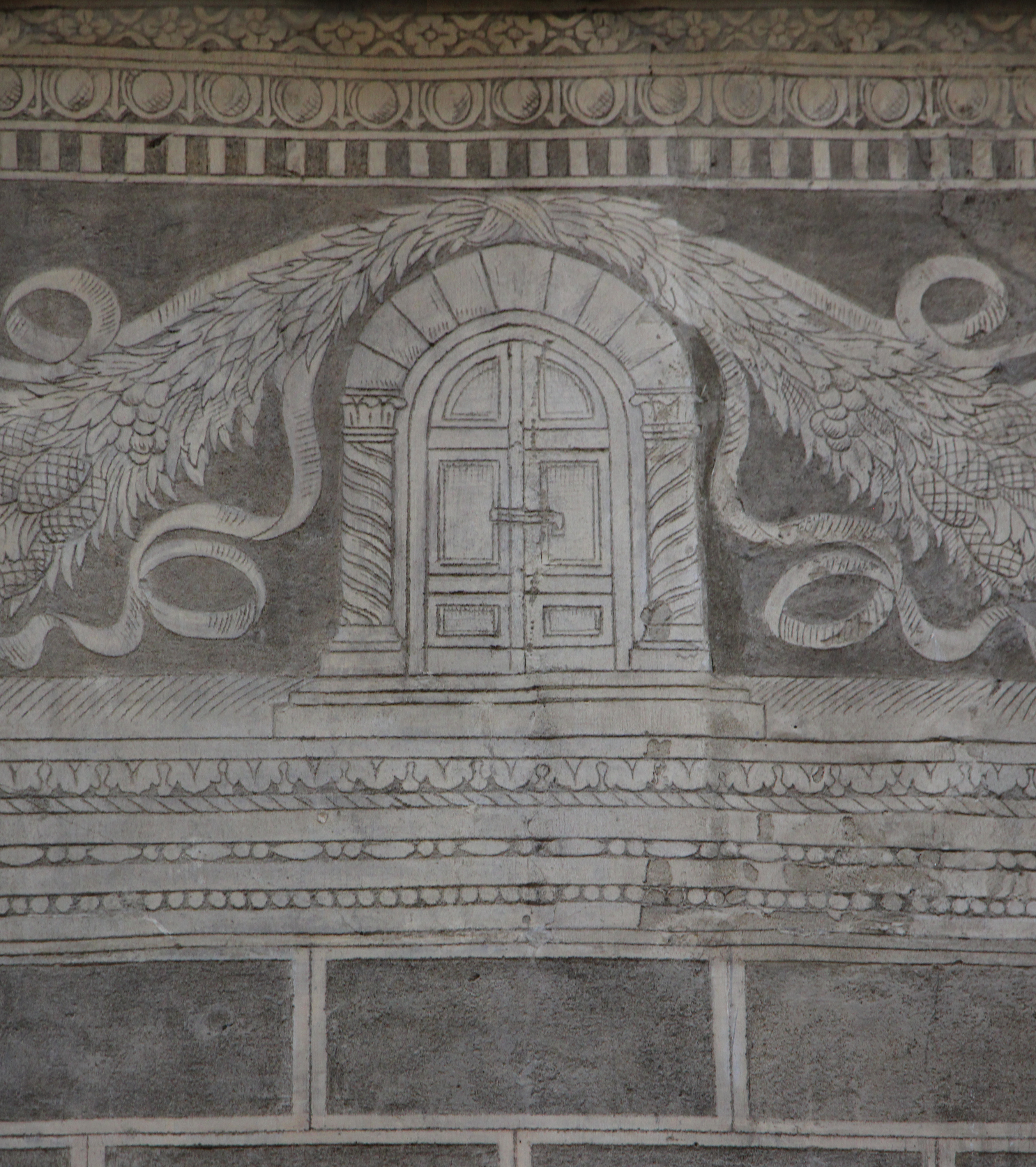
Lo stemma dell'Arte sgraffito sulla facciata

L'edificio era nato quale residenza dell'Arte della Seta e si era determinato in una prima configurazione grazie all'acquisto fatto dall'Arte, nel 1336, di una casa dei Giandonati, collocata nei pressi della maggior parte delle botteghe dell'arte, tra via Por Santa Maria e via Porta Rossa. Nel 1337 fu acquistata l'area per la costruzione del palazzo dell'Udienza, ubicato in via di Capaccio fra il vicolo della Seta e via delle Terme. Nel 1423 furono acquistati altri terreni per la nuova Udienza, la cui istituzione si era resa necessaria in seguito alla costruzione del palazzo di parte Guelfa: questa nuova Udienza venne appunto costruita sull'angolo di via della Seta e via del Capaccio, ed è quindi nel Quattrocento che il nostro edificio assunse sostanzialmente l'attuale configurazione. 
Qui l'Arte della Seta fece costruire il proprio palazzo dal 1336, a fasi successive, in un'area a ridosso di via Por Santa Maria dove si trovavano , che veniva infatti chiamata anche "Arte di Por Santa Maria" e che aveva nello stemma proprio l'antica porta "Santa Maria" o, secondo altri, la Porta Rossa. 
Nel 1557 Cosimo I de' Medici cambiò la destinazione del palazzo e vi insediò l'archivio del Monte Comune. 
Nel 1557 Cosimo I de' Medici, in occasione della ristrutturazione fatta dal Vasari dell'adiacente palazzo di Parte Guelfa, cambiò la destinazione del palazzo e vi insediò l'archivio del Monte Comune, istituito nel 1343 in occasione della guerra contro Lucca. Da allora i due palazzi ebbero sostanzialmente una storia comune. 
Nell'Ottocento, in seguito alla soppressione di queste antiche istituzioni e della parrocchia di Santa Maria Sopra Porta, il complesso venne destinato ad arsenale della Guardia del fuoco, con gravi manomissioni alle strutture. 
Agli inizi del Novecento l'edificio fu radicalmente restaurato e ancora si intervenne tra il 1921 e il 1923 sulla base di un progetto elaborato da Alfredo Lensi.

## Descrizione

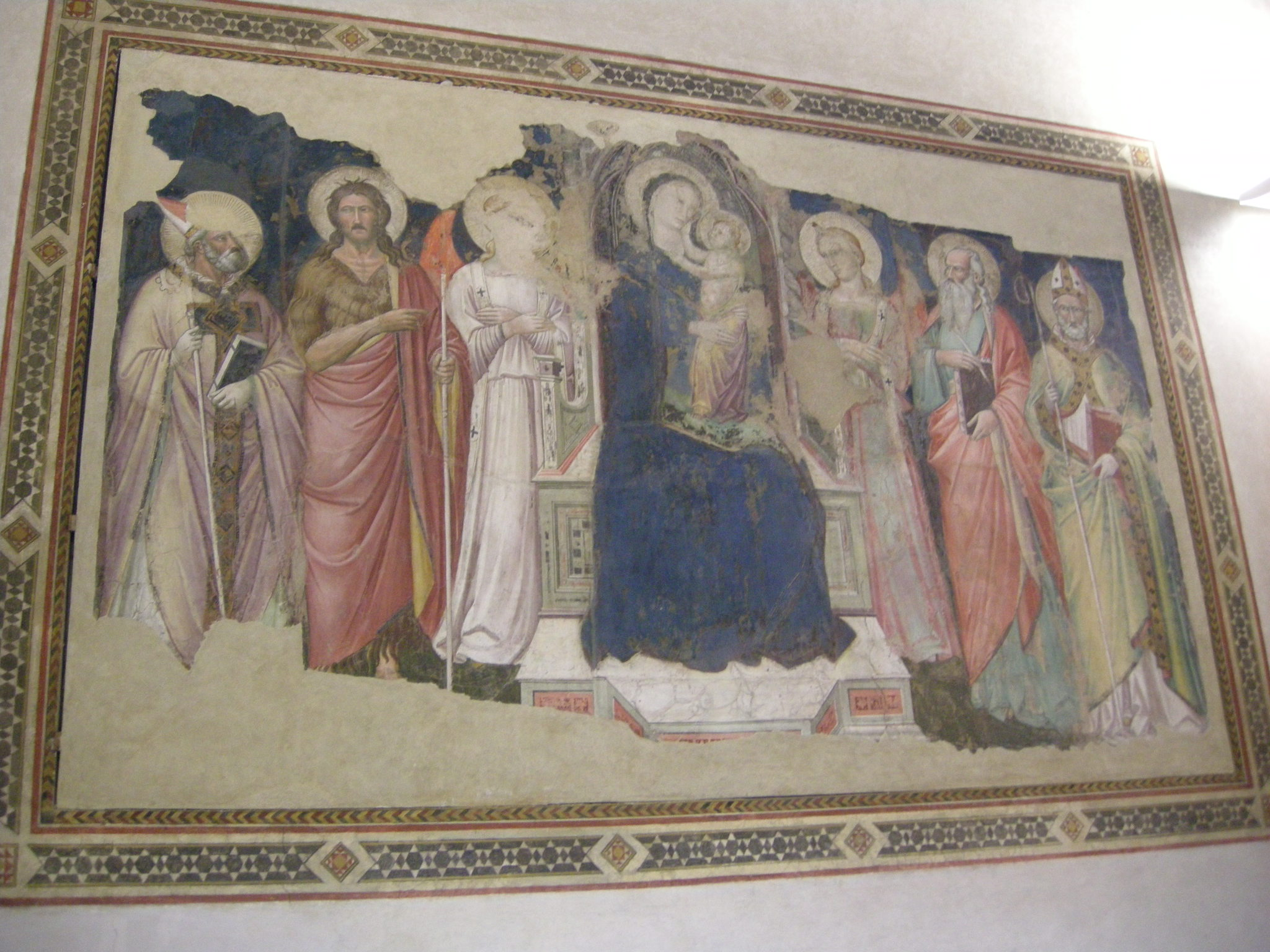
La Madonna col Bambino e santi nella Sala dell'Udienza

Il palazzo ha forme tipicamente quattrocentesche, con il fronte principale organizzato su tre piani per quattro assi, con finestre ad arco allineate su cornici marcadavanzale e fornite di vistosi ferri da stanga. Eccettuate le bozze di pietra che segnano la parte inferiore della cantonata, i fronti si caratterizzano per una estesa decorazione graffita a finto bugnato, arricchita da un ampio fregio posto sotto la seconda cornice marcadavanzale, con l'arme dell'Arte di Por Santa Maria ripetuto cinque volte e intervallato da ghirlande di frutta con putti alati e nastri svolazzanti. Una ulteriore insegna dell'Arte, tra putti in stile stiacciato, è sopra il portale architravato: già attribuita alla scuola di Donatello è stata successivamente avvicinata a modelli di Bernardo Rossellino. Fra le finestre, più in alto, ricorrono le insegne del Comune, della Croce del Popolo e, ancora, dell'Arte della Seta. 
L'interno conserva alcuni affreschi: la Vergine col Bambino in trono circondata da sei santi, rinvenuta nella sala dei Consoli (che ospita oggi l'emeroteca) sotto uno scialbo, attribuito a Niccolò di Pietro Gerini (1395-1400); il soffitto invece proviene dalla sala dell'Udienza della distrutta sede dell'Arte dei Medici e Speziali e contiene una trecentesca rappresentazione in chiave araldica della città, con gli stemmi delle corporazioni fiorentine, dei quartieri, il giglio del Comune guelfo e la croce del Popolo (una raffigurazione analoga si trova anche nel palazzo dell'Arte dei Giudici e Notai).

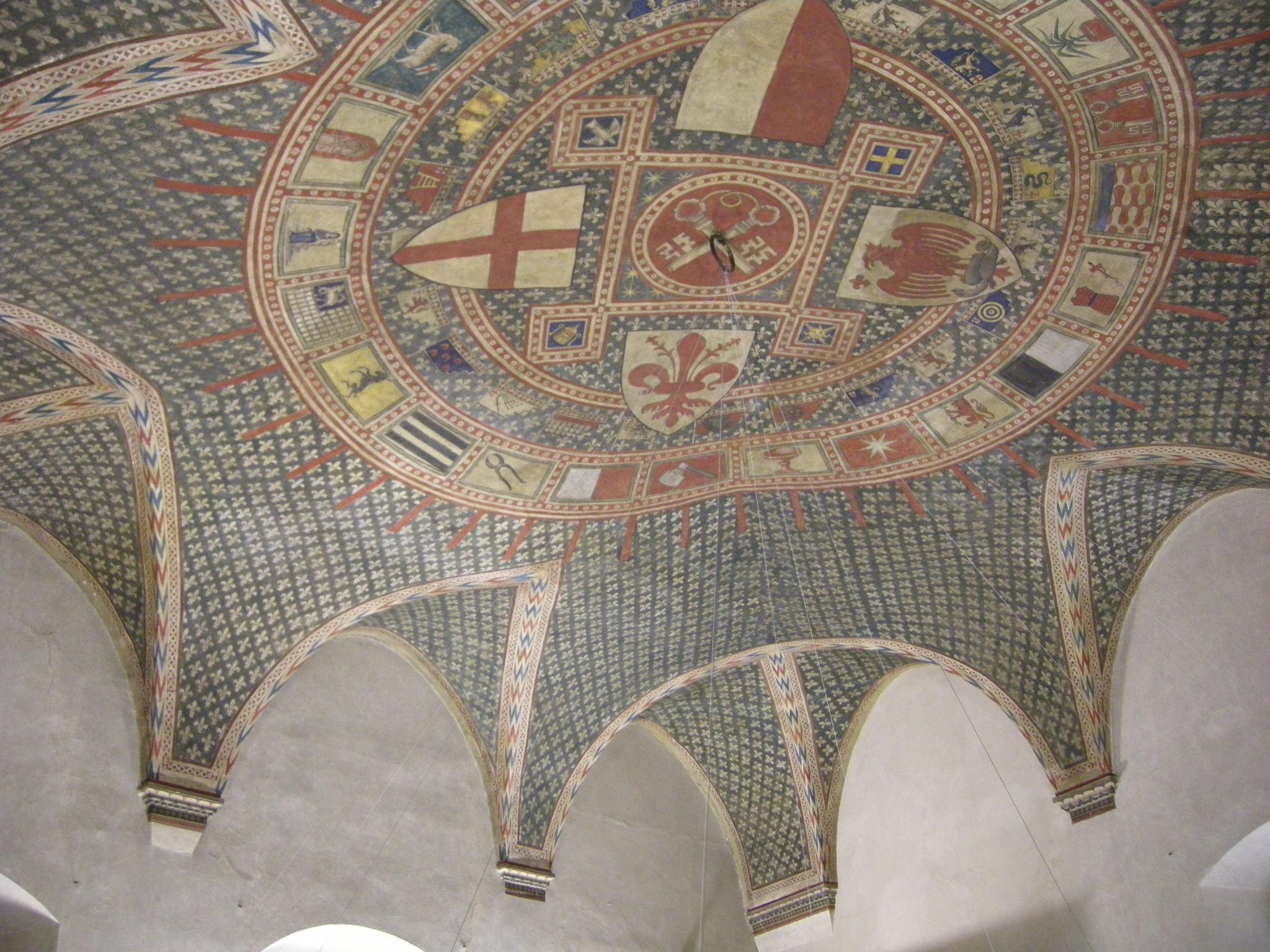
Il soffitto araldico, proveniente dalla distrutta sede dell'Arte dei Medici e Speziali
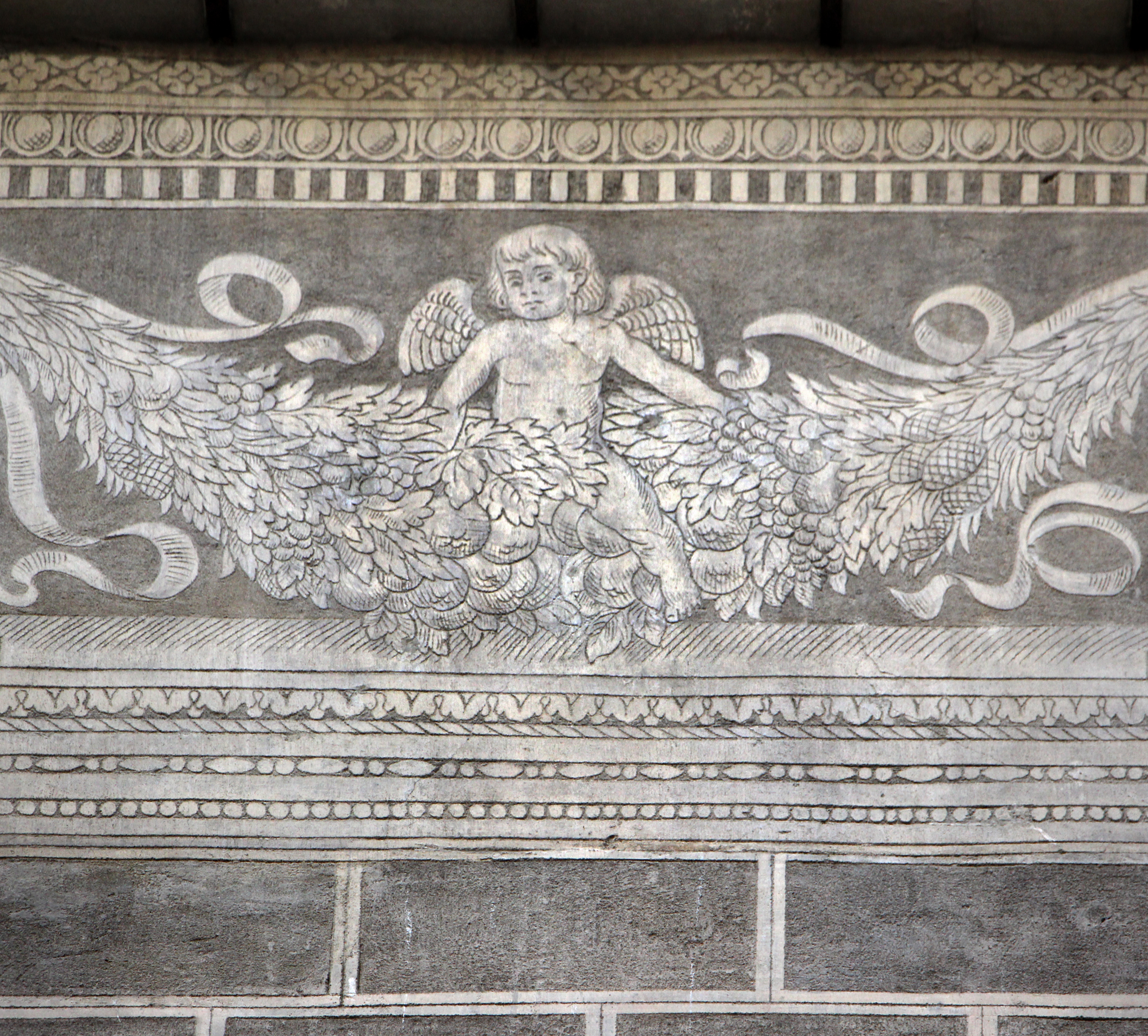
Sgraffito con putto
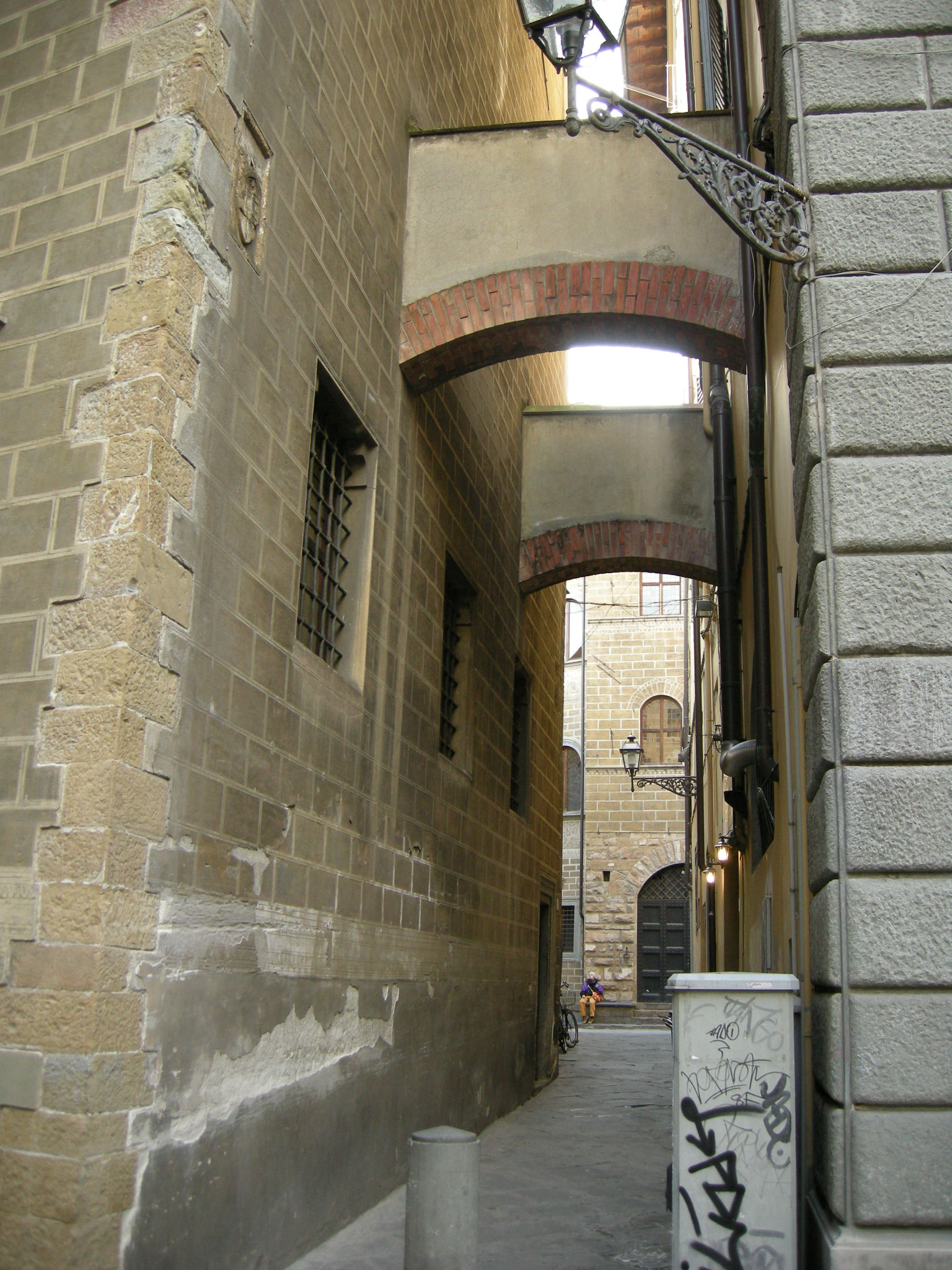
Il vicolo della Seta
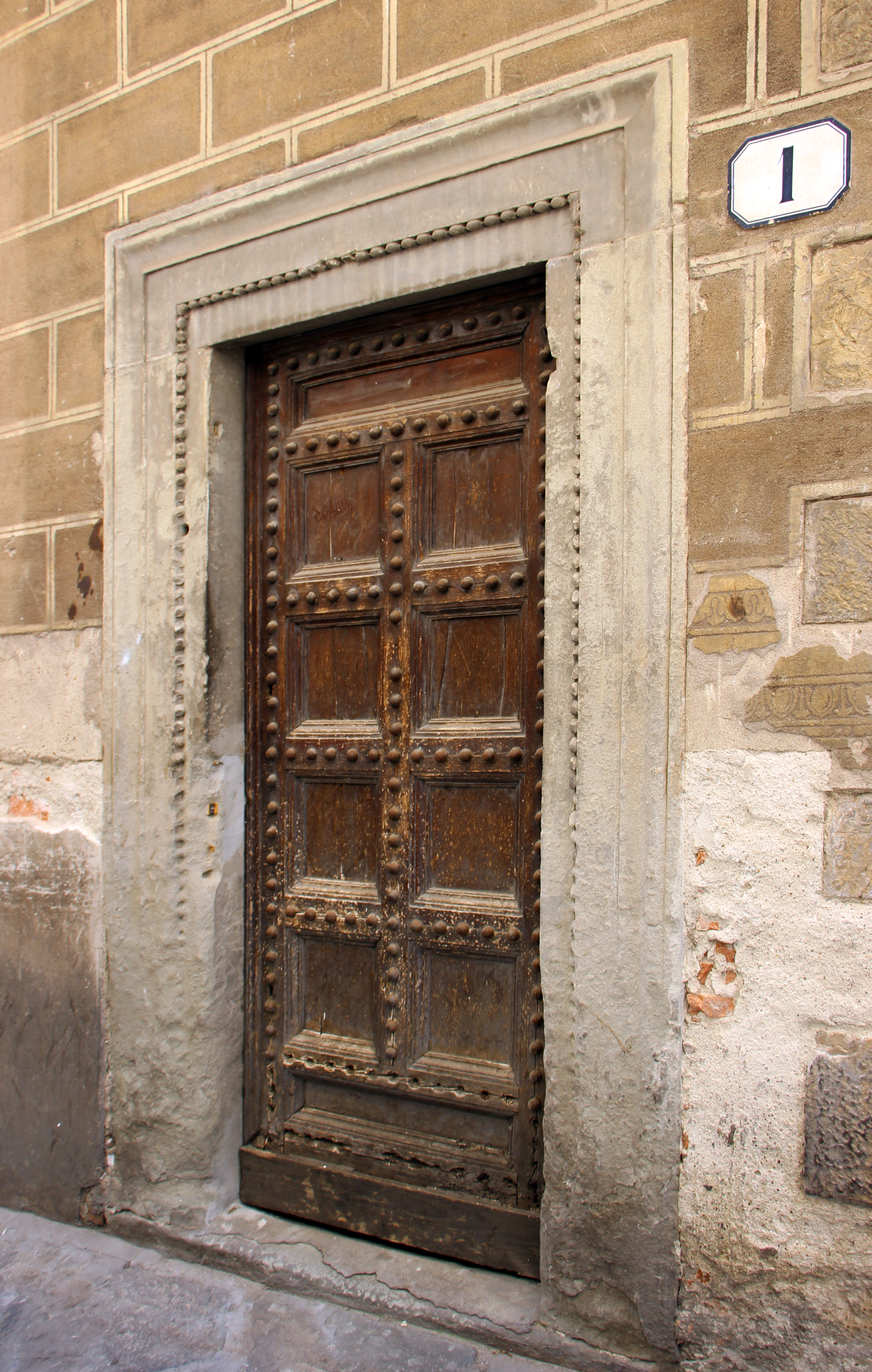
Portale secondario sul vicolo della Seta

## Bibliografia

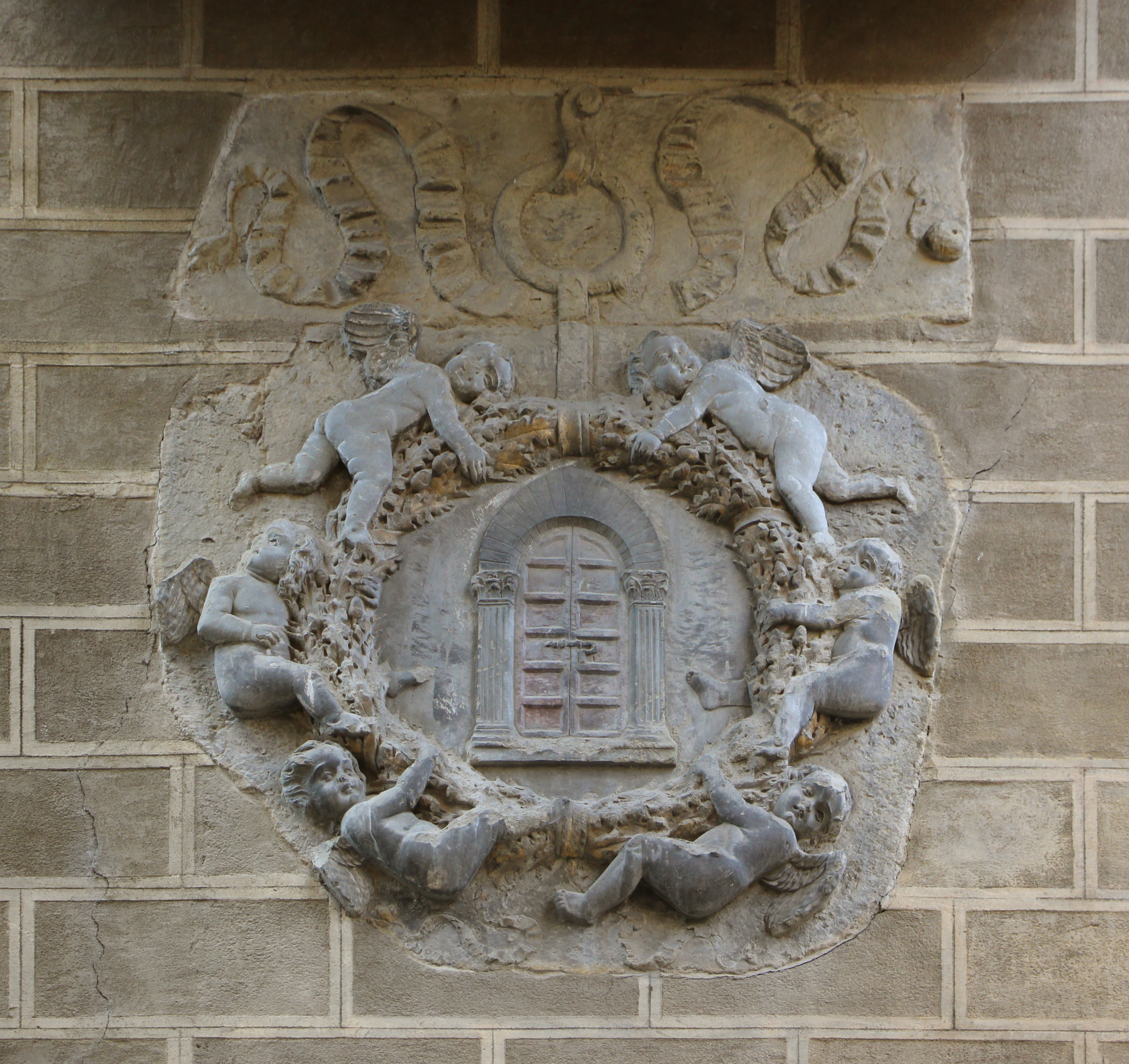
Lo stemma in una ghirlanda con putti, attribuito a Bernardo Rossellino